# Caja de resistencia

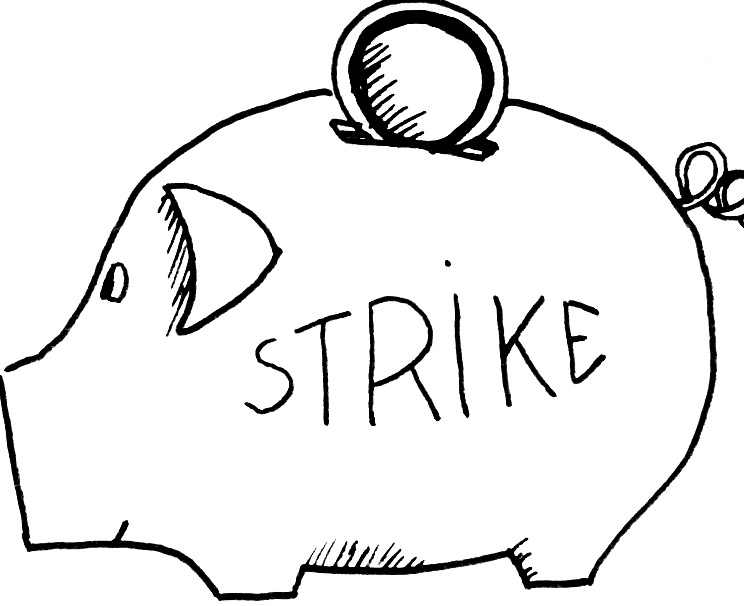

Una caja de resistencia es una institución temporal basada en el apoyo mutuo y la solidaridad. Las cajas de resistencia son utilizadas para aliviar la situación económica de trabajadores que se vean perjudicados en las acciones sindicales como protestas reivindicativas o huelgas de larga duración. En ellas los trabajadores ponen dinero para ayudar a otros trabajadores que se encuentren en apuros.
Normalmente son gestionadas por los sindicatos, pero no todos ellos las tienen. En España, de los sindicatos mayoritarios solo la tiene USO